# Acuclavella shoshone
Acuclavella shoshone is een hooiwagen uit de familie Ceratolasmatidae. De wetenschappelijke naam van Acuclavella shoshone gaat  terug op W. A. Shear.